# Carl Schmitz-Morkramer
Carl Schmitz-Morkramer (* 27. Oktober 1905 in Andernach; † 30. Dezember 1973) war ein deutscher Jurist und Bankmanager.

## Werdegang
Schmitz-Morkramer studierte Rechtswissenschaften und promovierte 1929 an der Rechts- und staatswissenschaftlichen Fakultät der Universität Bonn. Er trat 1933 in die NSDAP ein (Mitgliedsnummer: 2094462). 
Ab 1935 war Schmitz-Morkramer als Justitiar der Westdeutschen Bodenkreditanstalt in Köln tätig, ab 1940 Prokura. 1943 wurde er zur Wehrmacht einberufen; er geriet in Kriegsgefangenschaft, aus der er 1949 zurückkehrte.
Bis 1972 war er Vorstandsmitglied der Westdeutschen Bodenkreditanstalt. Danach übernahm er den stellvertretenden Vorsitz im Aufsichtsrat und war zugleich als Rechtsanwalt in Köln tätig.

## Ehrungen
- 1965: Ehrensenator der Universität zu Köln
- 1966: Verdienstkreuz 1. Klasse der Bundesrepublik Deutschland
- 1973: Großes Verdienstkreuz der Bundesrepublik Deutschland[5]